# Cùl Beag
Cùl Beag är ett berg i Storbritannien.   Det ligger i kommunen Highland och riksdelen Skottland, i den norra delen av landet, 800 km norr om huvudstaden London. Toppen på Cùl Beag är 769 meter över havet, eller 602 meter över den omgivande terrängen. Bredden vid basen är 9,4 km. Cùl Beag ligger vid sjön Loch Lurgainn.
Terrängen runt Cùl Beag är huvudsakligen lite kuperad.Runt Cùl Beag är det mycket glesbefolkat, med 2 invånare per kvadratkilometer. Närmaste större samhälle är Ullapool, 14,5 km söder om Cùl Beag. Trakten runt Cùl Beag består i huvudsak av gräsmarker.